# Giacomo Gardumi
Giacomo Gardumi (Milano, 1969) è uno scrittore italiano.

## Biografia
Gardumi nasce nel 1969 a Milano, dove trascorre la propria infanzia. Durante l'adolescenza, invece, vive a Roma. Dopo la laurea in lingue orientali si stabilisce in Cina, dove risiede da oltre vent'anni, a parte una parentesi di qualche anno a Parigi all'inizio del nuovo millennio.
L'esordio dello scrittore meneghino avviene intorno al 2003 con La notte eterna del coniglio, un cinico thriller psicologico di ambientazione post-apocalittica, che ottiene un buon successo di critica e pubblico. 
Da questo libro è stato tratto un film per la regia di Valerio Boserman, mai distribuito nelle sale ma disponibile su Internet in free download.
Nel 2005 Gardumi pubblica L'eredità di Bric, romanzo trattante il tema dell'eterno conflitto tra Ragione e Fede, che delude quanti si aspettavano un romanzo sulla falsariga del Coniglio.
La sua nuova opera " Il volto della peccatrice", che invece si inserisce nel solco del suo romanzo d'esordio, è in negoziazione per una pubblicazione entro il 2013.

## Opere
- La notte eterna del coniglio (Marsilio Editori, 2003)
- L'eredità di Bric (Marsilio Editori, 2005)

| Controllo di autorità | VIAF (EN) 39606769 · ISNI (EN) 0000 0000 3832 1476 · SBN UBOV759267 · LCCN (EN) n2003043189 · BNF (FR) cb14495980f (data) |